# SMILEVIDEO
SMILEVIDEO（スマイルビデオ）は、かつてニワンゴが運営していた動画投稿サービスである。投稿された動画は、同社が運営するニコニコ動画でのみ閲覧することが出来た。
2010年10月29日に、『ニコニコ動画（9）』から『ニコニコ動画（原宿）』へバージョンアップした際にニコニコ動画へ機能が統合され、ニコニコ動画の一サービスとなりSMILEVIDEO名義のサービスは終了した。ニコニコ動画への統合後も、基本的なサービス内容はSMILEVIDEOと変わっていない。

## 概要
ニコニコ動画のアカウントを取得している利用者のみが動画のアップロードが可能となる。アップロード可能な動画形式としてはMPEG-1、MPEG-2、MPEG-4、Windows Media Video、DivX（及び互換の形式）、Flash Video、swf形式（ニコニコムービーメーカー経由）がある。
Flash Videoの場合、一般会員は1ファイル40MB以下かつビットレート600kbps以下、動画のコーデックにはH.263、On2 VP6、H.264を用いたものであれば、特に再エンコードされることなくニコニコ動画において閲覧できる。
その他の形式においては1ファイル100MB以下であればよい。こちらはアップロードされた動画をエンコードした上で、ニコニコ動画において閲覧できる。
1利用者がアップロードできる動画の総容量は、一般ユーザの場合は2GBだが、ニコニコプレミアム会員（ニコニコ動画の有料会員）では8GBとなり、更に容量が毎月大きくなる（1ヶ月ごとに1GB増える）ことでほぼ無制限となった。また、Flash Videoのビットレートが無制限、ファイルサイズが100MBまで許容される。。
また、2008年3月5日のニコニコ動画(SP1)の開始と同時に、ニコニコプレミアム会員に限り、動画のコーデックにH.264、音声のコーデックにAACを用いたMP4コンテナをFlash Videoとしてアップロードできるようになった。
その後、ニコニコ動画(夏)になると一般会員も、H.264形式の動画が投稿できるようになった(ただし、プレミアム会員の場合ビットレートが無制限なのに対し、一般会員は600kbpsである。)。

## ニコニコ動画との関係
ニワンゴが運営するニコニコ動画では、もともとYouTubeで配信されている動画をそのまま引用して使用していたものの、YouTubeが2007年2月23日を境にニコニコ動画経由のアクセスを遮断した。これを受けてニワンゴは自社動画投稿サイトの必要に迫られ、1週間程度ニコニコ動画を停止し、同年3月6日にSMILEVIDEOの運用を開始した。
SMILEVIDEOに投稿された動画はニコニコ動画でしか閲覧することが出来ない（2007年6月20日現在）。また、ニコニコ動画のアカウントを取得していないとSMILEVIDEOを利用できなかったり、ニコニコプレミアム会員になるとアップロード可能な容量が拡張されるなど、SMILEVIDEOとニコニコ動画は密接な関係にある。

## 権利侵害への対応
他の動画投稿サービスと同様に、著作権などの権利を侵害する動画のアップロードが後を絶たない。SMILEVIDEOでは知的財産権を保有する法人に対し、権利侵害対応プログラムを用意している。これにより権利侵害動画の迅速な削除が可能になるとしていて、2007年9月8日現在、このプログラムに登録している権利団体は数社ある。。